# MG 6

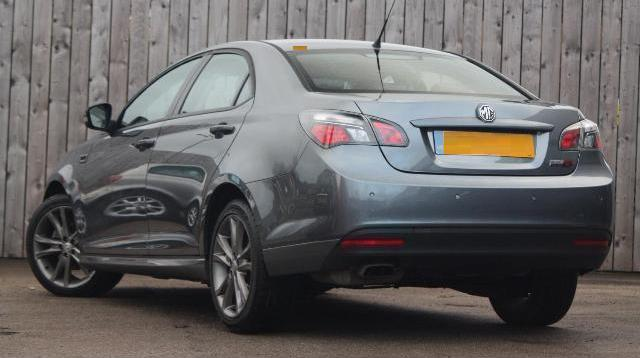
Седан MG6 Magnette

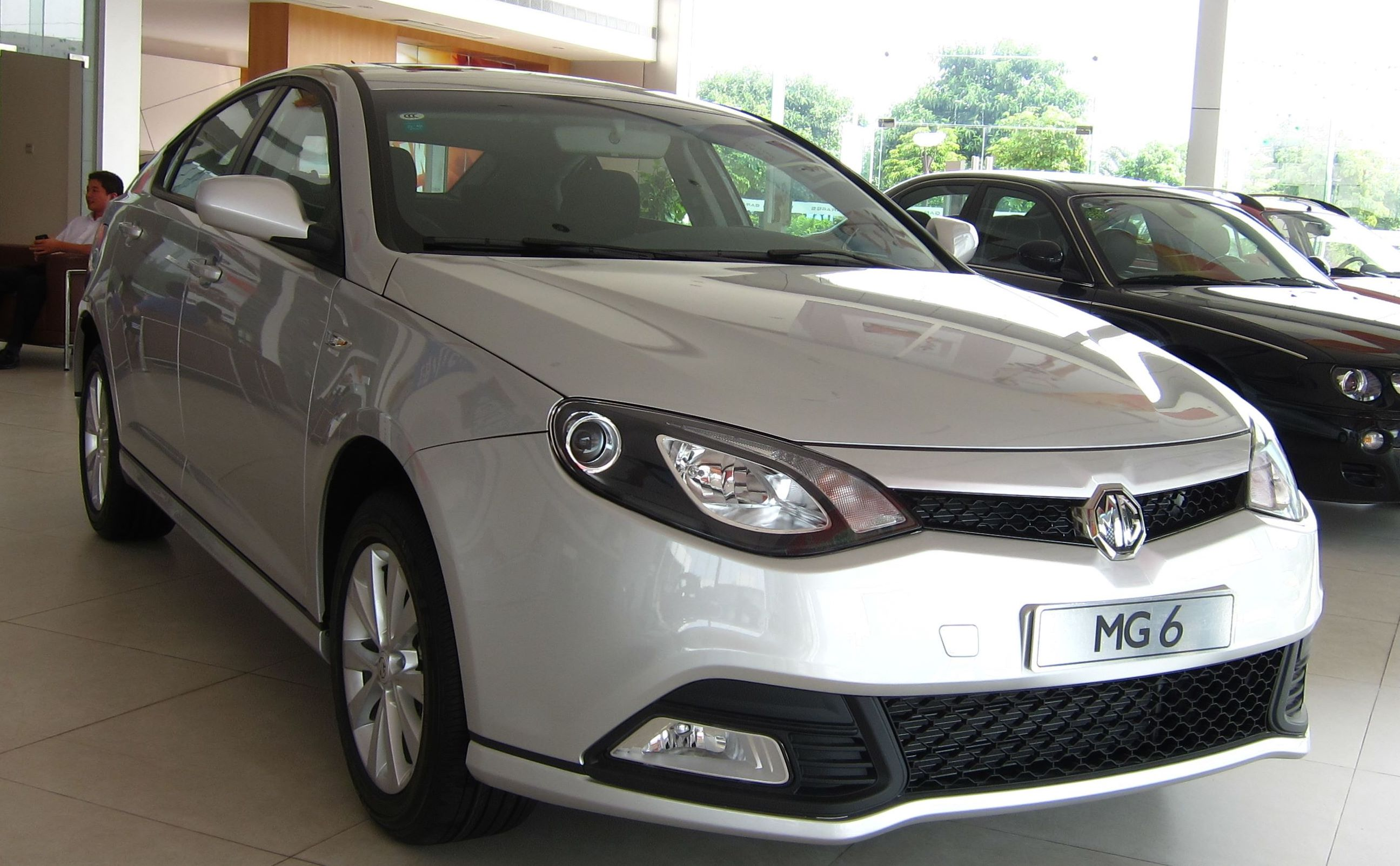
MG6 в автосалоне в Китае

MG 6 — среднеразмерный легковой автомобиль, выпускаемый китайским производителем SAIC Motor под принадлежащей ему маркой MG на основе автомобилей Roewe 550 и, частично, Rover 75. Впервые он был представлен в апреле 2009 года на Шанхайском автосалоне с кузовом 5-дверный хетчбэк и в октябре 2010 года на Шанхай-Экспо с кузовом 4-дверный седан.
Хетчбэк, получивший индекс MG6 GT, поступил в продажу в Великобритании в мае 2011 года, а седан — MG6 Magnette — 16 июля 2011 года.

## История
Как и в случае с Roewe 550, бо́льшая часть проектирования произведена британским MG Motor UK Technical Centre. В Китае серийное производство началось в 2010 году, а с 13 апреля 2011 года (в виде мелкоузловой сборки) — и в Великобритании. В дальнейшем на этом же заводе в Бирмингеме предполагается начать сборку супермини MG 3.
Количество собираемых автомобилей в Великобритании предполагалось довести до уровня 2000—3000 штук в год. Цены на хетчбэк MG6 GT будут составлять от £15495 до £18995, а седана — до £20000. Технически, седан полностью идентичен хетчбэку за исключением кузова.
Индекс Magnette ранее использовался MG — в 1930-х годах для моделей MG K-type и в 1950—1960-х годах для седанов.

## Характеристики
Автомобили оснащаются бензиновым двигателем TCI-Tech объёмом 1,8 л двух типов: мощностью 133 л. с. (98 кВт) и 160 л. с. с турбонаддувом (118 кВт), причём в Великобритании предлагается только последний. Все модели оснащаются 5-ступенчатой механической коробкой передач или 5-ступенчатым автоматом (Tip-Tronic) японского производителя «Aisin», передней подвеской типа «MacPherson» и многорычажной задней подвеской. Машины с турбонаддувом могут разгоняться до 60 миль/ч за 8,4 сек. Максимальная скорость ограничена 205 км/ч, для уменьшения страховых взносов.
Хетчбэк MG6 GT имеет четыре комплектации, различающиеся отделкой и дополнительным оборудованием
Стандартные цветовые окраски — «Pitch Black», «Arctic White» и «Regal Red», металлик (за £395) — «Union Blue», «Platinum Silver», «Granite Grey» и «Burnt Orange». На презентации в Великобритании цены на комплектации составляли: S — £15495; SE — £16995; TSE — £18995.

## Рестайлинг 2015
Новый MG 6 представлен в двух типах кузова: хэтчбек и седан. Были произведены изменения в линейке двигателей: создатели решили убрать из списка доступных бензиновые агрегаты, предложив довольно эффективный и более экономичный 1,9 литровый турбодизель. MG 6 раньше никогда не занимал топовых позиций по уровню продаж, но рестайлинговая версия объективно более привлекательна всех предыдущих и вполне может рассчитывать на расширение заинтересованной аудитории. В процессе рестайлинга MG 6 в 2015 году были произведены незначительные изменения отдельных элементов внешнего дизайна: обновленная узкая радиаторная решетка с фирменной восьмиугольной эмблемой по центру и улучшенные угловые передние фары. Под передним бампером находится широкий воздухозаборник, обрамленный извилистыми корпусными линиями. Задняя часть кузова примечательна круто наклоненным ветровым стеклом, наклонной крышей, бампером с современной оригинальной отделкой и обновленными светодиодными фарами.
В ходе последних обновлений, имевших место в 2015 году, ручной тормоз был заменен более удобным электронным. Также был добавлен интуитивно понятный 7-дюймовый сенсорный экран информационно-развлекательной системы под названием MG Touch. Это достаточно практичное новшество, особенно при наличии в автомобиле камеры заднего вида. Для обновленного MG 6 доступен только один двигатель – 1.9-литровый 4-цилиндровый 16-клапанный дизельный агрегат с турбонаддувом и системой непосредственного впрыска топлива. Его мощность составляет 148 лошадиных сил, а крутящий момент – 350 Нм при 1800 об/мин. Разгон до 100 км/ч занимает 8,4 секунды, а максимальная скорость способна достичь отметки 193 км/ч. Расход топлива в смешанном цикле по официальным данным составляет 4,6 л/100 км, уровень выбросов CO2 не превышает 119 г/км. Трансмиссия представлена 6-ступенчатой механической коробкой передач.

## Продажи
Первые семь месяцев с начала производства в Великобритании MG6 продавались в очень небольших количествах. В октябре 2011 года под маркой MG продано 15 автомобилей, в ноябре — 7 (из них — предположительно 3 родстера TF).
Высказывалось мнение, что причинами низких продаж явилось отсутствие рекламы, восприятие китайских автомобилей как низкокачественных, а также отсутствие комплектаций с дизельными двигателями.
В декабре 2011 года компания по прокату автомобилей Avis UK Ltd объявила о закупке 100 автомобилей MG6 GT и Magnette.

## Автоспорт
Британская команда Triple 8 Race Engineering (англ.) участвовала на MG6 GT в заездах Чемпионата Великобритании среди легковых автомобилей в 2012 году в классе Next Generation Touring Car (англ.). Водителями являлись Джейсон Плэто (англ.) и Энди Нит (англ.).